# Raqs dar ghobār
Raqs dar ghobār è un film del 2003 diretto da Asghar Farhadi, al suo primo lungometraggio.

## Trama
Su pressione dei familiari, Nazar, un giovane povero originario dell'Azerbaigian che vive nel quartiere degli immigrati, divorzia dalla moglie Reyhāne. L'unica cosa che può fare per lei dal punto di vista economico è restituirle la dote attraverso una serie di pagamenti a rate, incontrando però molte difficoltà nel mettere insieme il denaro necessario ogni mese.